# Foro Ermua

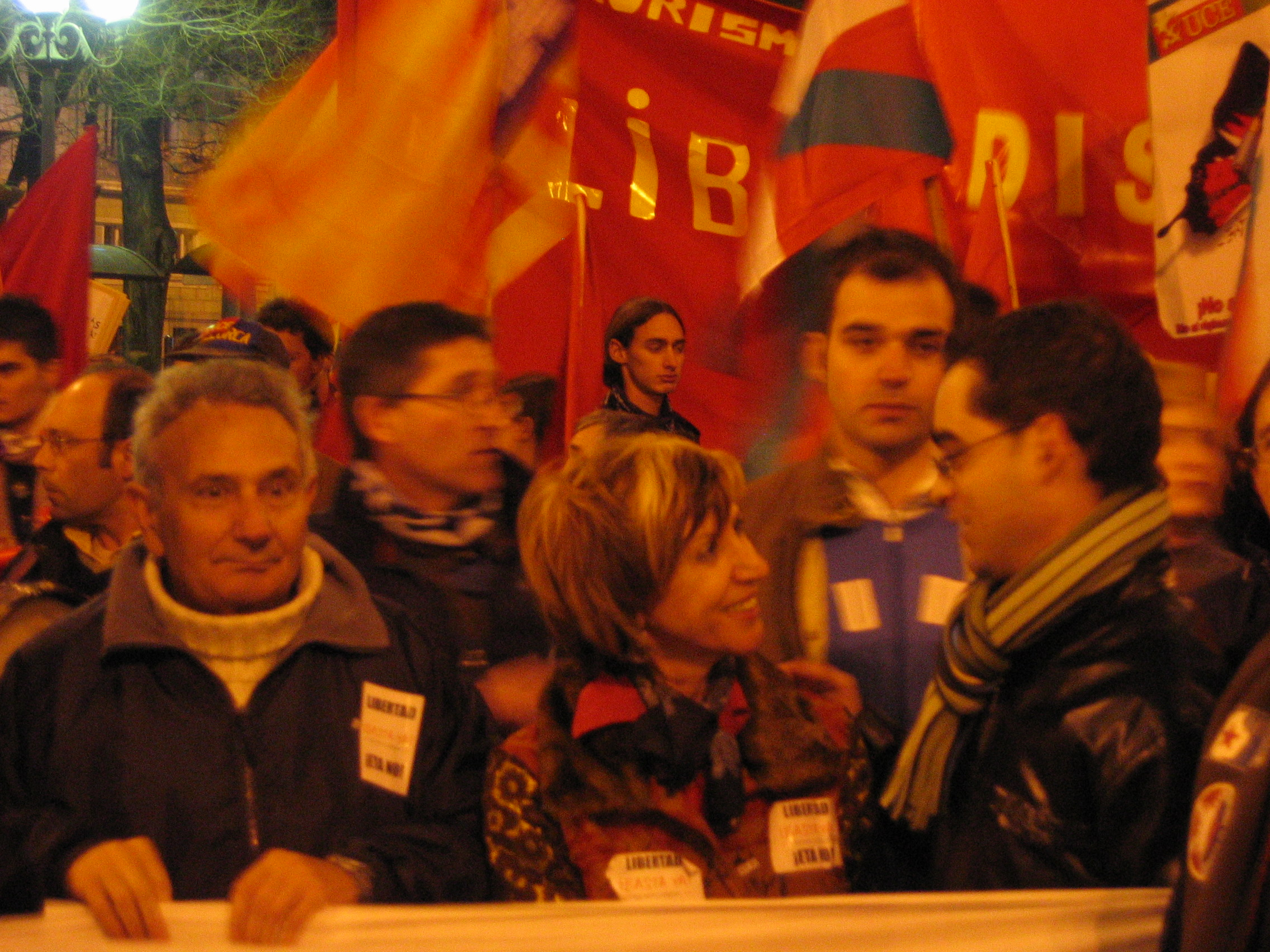
Rosa Díez en la manifestación contra la política antiterrorista del Gobierno convocada por el Foro de Ermua (3 de febrero de 2007)

El Foro Ermua, también conocido como Foro de Ermua, fue una asociación cívica española, impulsada en su mayor parte por profesores universitarios y otros profesionales (políticos, escritores y periodistas). Nació el 13 de febrero de 1998 a causa del asesinato del concejal de Ermua Miguel Ángel Blanco por parte de ETA. Entre los fundadores del Foro Ermua se encontraban Vidal de Nicolás, Agustín Ibarrola, José Luis López de Lacalle, Carlos Totorika, Jon Juaristi, Mikel Azurmendi, Francisco Doñate, Iñaki Ezkerra, Edurne Uriarte, Fernando Savater, Cristina Cuesta, Javier Corcuera, Raúl Guerra Garrido, Hermann Tertsch, Txema Portillo y Asier Antona. 
Hasta junio de 2005, el presidente del Foro Ermua fue el poeta Vidal de Nicolás (preso en varias ocasiones a partir de la década de 1950 por su participación en la lucha antifranquista y en la constitución de Comisiones Obreras en Vizcaya), que estuvo entre los fundadores de la organización. Desde esa fecha, su presidente es el catedrático de la Universidad Complutense de Madrid Mikel Buesa. En el año 2000 el hermano de este, Fernando Buesa, uno de los líderes del Partido Socialista de Euskadi (PSE-PSOE) fue asesinado por miembros de ETA. 
A raíz de la adhesión de Mikel Buesa a la Plataforma Pro encabezada por Rosa Díez, la Junta Directiva del Foro Ermua presentó su dimisión en pleno para garantizar la independencia de la asociación después de que su Presidente anunciara su apoyo al partido político que surgirá de Plataforma Pro. El 23 de septiembre de 2007 se celebró una Asamblea General de la asociación en la que se eligió como nuevo Presidente de ésta a Iñaki Ezkerra, y a Inma Castilla de Cortázar y Jon Juaristi como vicepresidentes. Tras varios desencuentros en la directiva de la asociación, Ezkerra fue cesado como presidente de Foro Ermua.
Su logo fue diseñado por Agustín Ibarrola con el título de El Faro, "un relumbrante faro que iluminaba a los demócratas en la larga noche del terrorismo vasco y en las nieblas de su rentabilización política" en palabras suyas.
Desde octubre de 2017 la entidad no ha realizado actividad alguna y su página web no se encuentra operativa.

## Objetivos
El Foro de Ermua definió como sus objetivos los siguientes:
- Apoyar, amparar y promover el reconocimiento de las víctimas del terrorismo. Una de las actividades principales del Foro Ermua es el apoyo y reconocimiento a las víctimas del terrorismo. Por desgracia el Foro es también una de esas víctimas ya que en mayo de 2000 fue asesinado su miembro fundador y periodista José Luis López de Lacalle.

- Favorecer la unidad de las fuerzas constitucionalistas en el País Vasco para vencer definitivamente al terrorismo. Esto es, de las que aceptan plenamente el marco constitucional y estatutario como la base insustituible para alcanzar una convivencia duradera y pacífica entre los ciudadanos vascos y entre estos y los demás españoles. Esta unidad serviría para actuar en el País Vasco –y en el Parlamento nacional– mientras persista el terrorismo, aunque lógicamente dichas fuerzas compitan políticamente en el resto de España y en todas las demás cuestiones ajenas al terrorismo. El foro considera que el núcleo de esta unidad debe ser establecido entre el Partido Socialista (PSOE) y el Partido Popular (PP), los dos únicos partidos políticos con posibilidades de dirigir el Gobierno de España a corto y medio plazo.

- Denunciar los actos de terrorismo en el País Vasco y en España, así como la oposición a todas aquellas organizaciones políticas o autodenominadas sociales o culturales que justifican, apoyan y encubren a los terroristas. Estas son Batasuna, su rama juvenil Jarrai-Haika, Gestoras Pro-Amnistía y otras muchas, en la actualidad declaradas ilegales por la Justicia española.

- Evitar cualquier negociación política entre el Estado y las diversas instituciones públicas españolas y vascas con la banda terrorista ETA. Puesto que consideran que no hay ningún proyecto o cambio político que deba ser negociado con asesinos y criminales como condición previa para su posible desaparición. Mantienen que la única negociación necesaria con ETA es para fijar las condiciones de su rendición y disolución.

- Defensa de la Constitución Española y del Estatuto de Autonomía del País Vasco como únicas bases para la solución política e institucional al denominado “problema vasco”.

"... el control social por parte de los partidos nacionalistas, con el telón de fondo de la violencia terrorista, nos aboca a una fractura en la sociedad vasca sin precedentes, y a un neonazismo camuflado de soberanismo."

Difundía su ideología a través de comunicados de prensa, concentración y la "Fundación Papeles de Ermua" que se encarga de editar la revista, que, según sus autores:

"La revista surge con el objetivo de ser "un pacífico baluarte de la ciudadanía contra el totalitarismo y el nacionalismo etnicista y xenófobo."

José Luis López de Lacalle, columnista del diario "El Mundo" y uno de los miembros fundadores del Foro, fue asesinado por ETA el 7 de mayo de 2000. Así mismo, otros miembros del Foro han sido amenazados y sus bienes atacados por ETA y su entorno.

## Declaraciones públicas
Sobre la posible solución al problema, su presidente, Vidal de Nicolás, manifestó:[cita requerida]

"La solución va a venir desde el pueblo, yo alguna vez he hablado de una insurrección popular."

Sobre los vascos anteriores a la industrialización declaró:[cita requerida]

"Porque no creo que los aldeanos de aquí que practicaban una cultura de autoabastecimiento, reducidos a la berza y a la vaca, constituyan una alternativa en una sociedad que aspira a vivir el futuro."

Sobre las costumbres vascas:[cita requerida]

"Lo que le va mejor al espíritu aldeano es el costumbrismo alicorto que prefiere la chalaparta al violín."

"El nacionalismo moderado ha enseñado sus garras."

- El Foro de Ermua criticó a Fernando Savater, uno de sus activistas, por reunirse con el presidente Rodríguez Zapatero para hablar del "Proceso de paz" con ETA.[3]

- En un tumultuoso encuentro a la entrada del Juzgado donde se disponía a declarar el lehendakari, un miembro del Foro de Ermua, Antonio Aguirre, fue agredido[4] por un militante del Partido Nacionalista Vasco (PNV)[5] cuando aquel, junto con otros miembros del Foro, acudían al Juzgado para ejercer la acusación particular contra el lehendakari. La policía autonómica vasca denunció al Foro de Ermua por realizar "un acto ilegal de contramanifestación" y el Foro denunció la pasividad de los agentes por no detener al agresor que había sido retenido por uno de los escoltas. El Ayuntamiento de Bilbao rechazó la propuesta del PP de condenar la agresión. El Juzgado de Instrucción número 3 de Bilbao imputó por "desórdenes públicos" al agredido y a Iñaki Ezkerra, ambos del Foro Ermua, así como a Daniel Portero, presidente de Dignidad y Justicia.[6]

- El Ayuntamiento de Ermua (Vizcaya), tras la propuesta votada en sesión plenaria impulsada por un grupo de jóvenes y avalada por 3.477 firmas de vecinos de la localidad, acordó, con los votos a favor del PSE, PNV, Ezker Batua y un edil del Partido Popular, exigir a la organización Foro de Ermua que dejara de emplear el nombre del municipio "para criminalizar el diálogo y la pluralidad que caracteriza a este pueblo".[7] El alcalde de la localidad, Carlos Totorika, uno de los fundadores del Foro de Ermua, votó a favor de esta propuesta. El edil del PP que votó a favor de la propuesta fue expulsado del partido.[8]

## Ideología
El Foro de Ermua no se autoidentificaba con ninguna ideología más allá de sus objetivos ya expuestos.[cita requerida]
Pese a eso varios miembros del foro se presentaron a las elecciones en las candidaturas de diferentes partidos[cita requerida], todos ellos de orientación españolista: por el Partido Popular del País Vasco Vidal de Nicolás[cita requerida], Iñaki Ezkerra, Mikel Azurmendi, o Edurne Uriarte[cita requerida]; por el PSE-EE otros como Antonio Aguirre, Jon Juaristi[cita requerida], Carlos Totorika (alcalde de Ermua), o Javier Corcuera[cita requerida]. De otros simplemente es conocida su orientación política, como por ejemplo la inclinación izquierdista[cita requerida] de Fernando Savater, mientras que otros se declaran políticamente independientes.
Algunos de los miembros fundadores del Foro ocuparon cargos en otras asociaciones cívicas como ¡Basta Ya!, Fundación para la libertad...
El Foro mantuvo una posición enfrentada con las posiciones del Gobierno socialista de Rodríguez Zapatero debido a su política antiterrorista, motivo por el que otros partidos parlamentarios y personas y medios afines al gobierno le acusaron de afinidad con el Partido Popular.[cita requerida] El Foro de Ermua como miembro de la "Plataforma Libertad" solicitó que no se votase al PSOE en un comunicado de 23 de abril de 2007, en relación con la presentación de candidaturas de la "izquierda abertzale" a las elecciones de mayo de 2007, en el que decía:[cita requerida]

"los ciudadanos no deberían apoyar con su voto al partido responsable de semejante atropello a la libertad de los españoles y a la legitimidad del Estado de Derecho".